# Shark-M
SHARK-M — це вдосконалена версія безпілотного авіаційного комплексу (БпАК) SHARK, розроблена українською компанією Ukrspecsystems для виконання розвідувальних та спостережних місій. Цей електричний безпілотник забезпечує повністю автономне виконання завдань на відстані до 180 км, працюючи як вдень, так і вночі. 
Основні характеристики:
- Час польоту: до 7 годин на одній зарядці, що досягається завдяки новим батареям з ємністю на 170% більшою порівняно з попередніми моделями.
- Радіус зв'язку: до 180 км, що дозволяє виконувати місії на значній відстані від пункту управління.
- Стійкість до РЕБ: завдяки посиленому 10-ватному радіомодему та вдосконаленим засобам боротьби з перешкодами, SHARK-M демонструє високу стійкість до радіоелектронного придушення, забезпечуючи стабільний зв'язок у складних умовах.
- Безпека екіпажу: комплекс оснащений додатковим комплектом "Подовження", який дозволяє віддалити антенне обладнання від екіпажу, а виносний термінал управління забезпечує безпечні пуски та посадки БпЛА на відстані, що підвищує захищеність персоналу в небезпечних зонах.

SHARK-M є універсальним інструментом для виконання більшості бойових завдань, поєднуючи в собі тривалий час польоту, великий радіус дії та високу стійкість до електронних перешкод.